# 沙洛特·蔡
沙洛特·蔡（1920年—1975年4月），柬埔寨左翼记者、政治活动家。他是红色高棉领导人波尔布特（原名沙洛特绍）的哥哥。
出生在磅同省的一个中产阶级农民家庭里。1930年代，他来到金边，与同国王西索瓦·莫尼旺的宫廷有联系的亲戚住在一起。
蔡对柬埔寨独立感兴趣，左派的政治信念使他在1950年代初期短暂地加入了山玉成领导的民族主义游击队，他也与另一个著名组织高棉伊萨拉的领袖诺罗敦·占达朗赛接触，通过他与柬埔寨宫廷联系。
1953年，弟弟沙洛特绍从巴黎归国，蔡最初鼓励他加入占达朗赛王子麾下，但绍声称王子是个封建者而断然拒绝。同年诺罗敦·西哈努克宣布柬埔寨独立，蔡加入了政党人民派。1950年代末至1960年代初，这个政党受到西哈努克的打压。蔡于1969年被投入监狱。翌年朗诺发动政变后他被释放，并在新政府担任要职。
1975年4月17日，红色高棉占领金边后，金边市民被要求撤离城市。随后蔡失踪了，一说死于途中，一说被红色高棉军队杀害。